# San Francesco al Campo
San Francesco al Campo là một đô thị ở tỉnh Torino trong vùng Piedmont, có vị trí cách khoảng 21 km (14 mile) về phía tây bắc của Torino, nước Ý. Tại thời điểm ngày 31 tháng 12 năm 2006, đô thị này có dân số 4.550 người và diện tích là 15,0 km².
San Francesco al Campo giáp các đô thị: Vauda Canavese, San Carlo Canavese, Rivarossa, Front, Lombardore, San Maurizio Canavese, và Leinì.